# XXXIX век до н. э.
XXXIX (три́дцать девя́тый) век до на́шей э́ры по пролептическому юлианскому календарю — век с 1 января 3900 года до н. э. по 31 декабря 3801 года до н. э. Это 2-й век 4-го тысячелетия до н. э. Ему предшествовал XL век до н. э., за ним следовал XXXVIII век до н. э. Закончился 5825 лет назад.

## События
- 3807 или 3806 до н. э. — создание одной из старейших сконструированных дорог и старейшей из известных дорог с деревянным настилом — дамбы Sweet Track на территории современной Англии.
- Начался использоваться плуг.

## Мифология
- Корейские предания: согласно учёному Бак Дже Сан из древнего корейского государства Силла, мифическое корейское государство Хвангук пало в 3898 до н. э.